# الكسندر وايس
الكسندر وايس (بالألمانية: Alexander Weiß)‏ هو لاعب هوكي الجليد ألماني، ولد في 29 يناير 1987 في تيتيزيه-نويشتات في ألمانيا.

## وصلات خارجية
- الكسندر وايس على موقع EliteProspects.com (الإنجليزية)
- الكسندر وايس على موقع Eurohockey.com (الإنجليزية)
- الكسندر وايس على موقع HockeyDB.com (الإنجليزية)